# Honschaft Rödel
Die Honschaft Rödel war im Mittelalter und der Neuzeit eine Honschaft im Kirchspiel Leichlingen im bergischen Amt Miselohe. Sie war eine von drei Honschaften des Kirchspiels.
Die Honschaft wurde erstmals im Jahr 1656 urkundlich erwähnt. Sie umfasste das heutige Leichlinger Stadtgebiet östlich und nördlich des Hauptorts bis zum Gebiet der ehemaligen Gemeinde und heutigem Ortsteil Witzhelden und wurde nach dem Leichlinger Wohnplatz Rödel benannt, der an der Stadtgrenze zu Solingen an der Wupper liegt.